# ファルナバゾス (アルタバゾスの子)
ファルナバゾス（希：Φαρνάβαζος, ラテン文字転記：Pharnabazos, 紀元前5世紀）は、アケメネス朝ペルシアのヘレスポントス・フリュギア太守である。
ファルナバゾスは次代の太守ファルナケスの父である。ファルナバゾスの家系は世襲でヘレスポントス・フリュギアの太守を務めており、ファルナバゾスに関する情報は少ないが、紀元前430年より前に（おそらくは死によって）太守位を退き、地位はファルナケスに引き継がれたようである。

## 註
1. ↑  トゥキュディデス, II. 67